# بريد تشيك
بريد تشيك (التشيكية: keská pošta) هي شركة بريدية مملوكة للدولة في جمهورية التشيك. يقع مقر الشركة في براغ، ولديها حوالي 31000 موظف. يخدم البريد التشيكي الأساسي جمهورية التشيك ولكنه يسلم أيضًا إلى دول أخرى.

## روابط خارجية
- www.cpost.cz